# ماثيو إي. وايت
ماثيو إي. وايت (بالإنجليزية: Matthew E. White)‏ هو مغن مؤلف ومغني ومنتج أسطوانات وموسيقي وعازف قيثارة أمريكي، ولد في 14 أغسطس 1982 في فرجينيا بيتش في الولايات المتحدة.

## وصلات خارجية
- الموقع الرسمي
- ماثيو إي. وايت على موقع ميوزك برينز (الإنجليزية)
- ماثيو إي. وايت على موقع أول ميوزيك (الإنجليزية)
- ماثيو إي. وايت على موقع ديسكوغز (الإنجليزية)
- ماثيو إي. وايت على موقع ديسكوغز (الإنجليزية)